# Escadron bleu
Escadron bleu, französisch für „Blaue Eskadron“, ist der Name einer motorisierten Einheit des französischen Roten Kreuzes, die im Jahr 1945 mit der Repatriierung französischer Bürger beauftragt war. Die Gruppe aus 10 ausschließlich weiblichen Krankenschwestern und Fahrerinnen unter der Leitung von Violette Guillot führte mit ihren fünf Krankentransportwagen, die der britische König George VI. gestiftet hatte, zwischen April und November 1945 unter schweren Bedingungen insgesamt 250 Transporte durch, zuerst aus dem befreiten Konzentrationslager Dachau, später in Polen. In Warschau bildete das von der Ärztin Madeleine Pauliac betriebene französische Krankenhaus ⊙ das Zentrum der Repatriierungen. Die Frauen sammelten dort verletzte und kranke Franzosen aus ganz Polen und selbst aus durchfahrenden sowjetischen Evakuierungszügen, um sie zu versorgen und geordnet mit Flugzeugen und Zügen nach Frankreich zu bringen.
Der Name der offiziell Unité mobile n° 1 de la Croix Rouge bezeichneten Gruppe stammt von US-Soldaten und hebt auf die Uniformfarbe der Frauen ab.
Die Leistung der Escadron und des französischen Krankenhauses von Warschau sind Thema einer mehrfach für den César nominierten Biographie und eines Dokumentarfilms, der 2020 auf den Französischen Filmtagen Tübingen gezeigt wurde.